# Драженко Митровић
Драженко Митровић (Бања Лука, СФРЈ, 9. август 1979) је српски атлетичар и параолимпијац. Најчешће се такмичи у бацању диска у конкуренцији параплегичара.
Рањен је из ватреног оружја 4. јула 1989. године и од тада је везан за колица. У Београду живи од 1998. Постао је члан Дома за одрасла инвалидна лица 2000. године и од тада се бави спортом. Првобитно кошарком, а потом и атлетиком.
На Параолимпијским играма 2008. у Пекингу је освојио сребрну медаљу у бацању диска, а на Светским првенствима у атлетици за такмичаре са инвалидитетом је освојио четири сребрне медаље.

## Награде

### Друге награде
- 2012: Награда Браћа Карић